# Волчий (приток Ильчинца)
Волчий — ручей на полуострове Камчатка в России. Протяжённость составляет 10 км. Протекает по территории Усть-Камчатского района.
Начинается на склоне горы Волчьей (750,9 м), входящей в состав хребта Кумроч. Течёт сначала на юг, потом на запад. Впадает в реку Ильчинец справа на расстоянии 16 км от его устья напротив устья Кищуща. В долине ручья преобладающими древесными породами являются чозения, берёза и ольха.
По данным государственного водного реестра России относится к Анадыро-Колымскому бассейновому округу. Код водного объекта — 19070000112220000018033.